# スティング (エリック・サーデの曲)
「スティング」（Sting）は、スウェーデンの歌手エリック・サーデの10作目のシングル。
エリックは2011年に「ポピュラー」で参加して以来4年ぶりにメロディーフェスティバーレンに参加、5位となり惜しくも連続でのユーロビジョン出場は逃した（優勝曲はモンス・セルメルローの「ヒーローズ」）。
2011年発売の「ホッター・ザン・ファイア」より約3年半ぶりのチャートイン・シングルとなった。
また、2011年発売の「ポピュラー」より約3年ぶり、本人にとって3度目のプラチナム認定を受けた。

## 収録曲
| #  | タイトル                                                 | 作詞 | 作曲・編曲 | 時間 |
| -- | -------------------------------------------------------- | ---- | ---------- | ---- |
| 1. | 「スティング（TVバージョン）」(Sting (TV Version))       |      |            | 3:00 |
| 2. | 「スティング（ラジオ・エディット）」(Sting (Radio Edit)) |      |            | 2:50 |

## チャート順位

### 週間チャート
| チャート (2015)                  | 最高 順位 |
| -------------------------------- | --------- |
| スウェーデン (Sverigetopplistan) | 5         |